# Центр изучения внешней политики и безопасности
Центр изучения внешней политики и безопасности — белорусская неправительственная общественная организация, созданная в 2008 году группой учёных в области истории, права, внешней политики, работающих в государственных вузах Белоруссии — Академии управления при Президенте Республики Беларусь, БГУ (на факультете международных отношений), БНТУ. Заявленная цель организации — содействие взаимопониманию между Белоруссией и Европой, распространение объективной информации о Белоруссии.
Директор центра — Сергей Палагин, председатель правления — историк Андрей Русакович, руководитель исследований — историк Анатолий Розанов. Другие члены центра — проектор Академии управления при Президенте Республики Беларусь Игорь Ганчерёнок, доктор политических наук Юлиана Малевич (БГУ), историк Татьяна Пранник (Академия управления при Президенте Республики Беларусь), декан факультета международных отношений БГУ Виктор Шадурский, заведующий кафедрой международных отношений БГУ Александр Шарапо, историк Андрей Селиванов (БГУ), декан факультета технологий управления и гуманитаризации БНТУ Геннадий Бровка, историк Александр Тихомиров (БГУ).
Среди выполненных центром работ — исследования по договору с Женевским центром по демократическому контролю над вооруженными силами. Под эгидой центра проведено несколько международных конференций на темы сотрудничества между Белоруссией и Европой.